# Ветка Тапануи

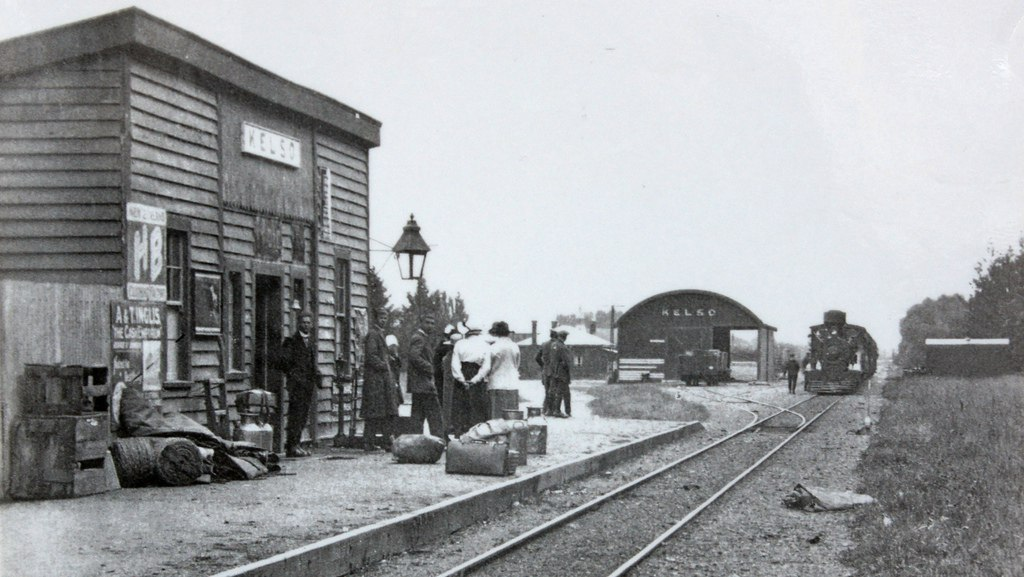
Станция Келсо

Ветка Тапануи была железнодорожной линией, расположенной около границы областей Саутленда и Отаго в Новой Зеландии. Хотя название предполагает, что линия заканчивается в Тапануи, её конечная остановка была фактически в городе Эдивэйл. Строительство линии началось в 1878 с первой секции, которая была открыта в 1880. В 1978 году линия была затоплена рекой Помахака и перестала действовать.

## Строительство
Во второй половине XIX века фермеры в регионе желали, чтобы железная дорога увеличила стоимость их земли и обеспечила легкий доступ к рынкам, а также поддержку инвесторов Данидина. В 1877 местный инженер В. Н. Блэр предложил маршрут через Тапануи. Но строительство этой линии было не популярным за пределами Тапануи. Однако местные власти её одобрили, и строительство началось в 1878, оставив Главную Южную Линию в Вайпахи, расположенном в 50 километрах к западу от Балклаты. Первый локомотив для линии был доставлен 8 июля 1880 и Министерство Труда Новой Зеландии начало эксплуатацию ветки Тапануи тремя днями позже. Официальная церемония открытия железнодорожной ветки в Тапануи была проведена 24 ноября 1980 года, но фактически линия, протяженностью в 25,13 км, была запущена в селе Келсо, которое находится за Тапануи, 1 декабря 1880 года. В этом году было предложено построить линию на запад в область Вайкайа из Келсо, но предложения ни к чему не привели, и вместо этого отделение Вайкайа было построено из Риверсдэйла на Железной дороге Равнин Ваймеа. 1 апреля 1884 линия была увеличена на 7,11 километров, расширение добавило ветку от Келсо до Гериот. Местная газета, «Курьер Танапуи», писала, что только короткий тоннель и глиняные работы в Холмах Данробин останавливают строительство железнодорожной линии к реке Клата и затем на Роксенбург.

## Станции
Следующие станции были расположены на ветке Тапануи  (в скобках указано расстояние в километрах от перекрестка в Вайпахи):
- Conical Hill (7 км)
- Pomahaka (13 км)
- Glenkenich (17 км)
- Tapanui (21 км)
- Kelso (25 км)
- Heriot (32 км)
- Edievale (42 км)

## Эксплуатация
В первые годы смешанный поезд ежедневно работал от Эдивэйла. Эти смешанные поезда соединились с экспрессами главной линии и местными Invercargill-Clinton в соединении в Вайпахи. Линия была обязательна до строительства хороших дорожных сетей, но поскольку прибыль от автомобильного транспорта увеличилась в 20-м веке, железнодорожное движение начало уменьшаться. Великая Депрессия усугубила доход линии, понижающийся с такой скоростью, как расходы повышались в 1930. Чтобы экономить деньги, пассажирские услуги на линии были отменены и заменены автобусами, таким образом смешанные поезда перевозили только товары. Локомотивное депо Эдивэйла было закрытр 1 января 1934. 	Грузовые услуги начали запускать при необходимости, ранее работающие регулярно в рабочие дни в течение многих лет, но они и дальше продолжали терять деньги. Малоиспользуемая секция от Гериот до Эдивэйла была закрыта 1 января 1968, по ней проходило только 4,000 тонн в год. Нормой достаточной, чтобы оправдать существование линии, считалось от 30,000 и 60,000 тонн в год в 1970-х годах. Грузооборот в это время был в основном из государственного лесного лесозаготовочного завода Conical Hill, который был расположен в девяти километрах от линии, и фосфата производимого в кооперативе Phosphate Co, находящегося в Саутленде. В марте 1969 поезда были реорганизованы, чтобы работать от района Гор, и старые двигатели паровозов, были заменены дизельными электродвигателями класса DJ (паровозы полностью исчезли из железнодорожной системы Новой Зеландии к концу 1971). 
В середине октября 1978 произошла катастрофа, уничтожившая линию. Серьезное наводнение вдоль реки Помэхэка разрушило мосты и смыло рельсовые пути, и ремонт был не выгодным экономически. Формальное закрытие было подтверждено два месяца спустя, в декабре.
Перед закрытием в 1962, ветка Вайкака работало в долине, параллельной занятой ветке Тапануи, и существует легенда, связанная с эксплуатацией этой линии, о том, что экипаж локомотива в одной долине утверждал, что они иногда могли видеть дым от парового двигателя, работающего в другой долине.